# Simons Papa
Simons Papa (franz. Le Papa de Simon) ist eine Novelle von Guy de Maupassant. Sie erschien als eine seiner frühesten Erzählungen erstmals am 1. Dezember 1879 in La Reforme politique littéraire und 1881 in dem Erzählband La Maison Tellier im Verlag Victor Havard, Paris.

## Handlung
Der sieben- oder achtjährige Simon hat ein Problem: die anderen Kinder tuscheln über ihn, weil er keinen Vater hat. Einmal nach Schulschluss hänseln sie ihn deswegen und schließlich prügeln sie ihn sogar. Simon läuft von zu Hause weg. Er trifft auf den Schmied Philippe, der wissen möchte, weshalb der Junge weint. Der Junge möchte, dass Philippe sein Vater ist. Philippe kommt öfter an dem Haus vorbei, in dem Simon mit seiner Mutter Blanchette wohnt. Philippe ist die Frau sympathisch. Als die anderen Kinder Simon wieder wegen seines Vaters ärgern, macht Philippe Blanchette einen Heiratsantrag. Nun hat Simon einen Vater, den er den anderen Kindern zeigen kann, und der ihn beschützt.

## Deutsche Ausgabe
Guy de Maupassant. Von der Liebe und anderen Kriegen. Novellen. Neu übersetzt mit einem Nachwort und Anmerkungen von Hermann Lindner. dtv 2014